# Kolegium Gospodarki Światowej Szkoły Głównej Handlowej w Warszawie
Kolegium Gospodarki Światowej (KGŚ) – jedno z pięciu kolegiów Szkoły Głównej Handlowej w Warszawie, powstałe 1 października 1992 roku.

## Historia
Kolegium jest spadkobiercą dawnego Wydziału Handlu Zagranicznego Szkoły Głównej Planowania i Statystyki, który został utworzony w 1949 r. Wydział działał początkowo w ramach Akademii Nauk Politycznych (ANP), przemianowanej w 1950 r. w Szkołę Główną Służby Zagranicznej (SGSZ). W 1954 roku Wydział ten został przeniesiony do ówczesnej Szkoły Głównej Planowania i Statystyki.

### Dziekani Wydziału Handlu Zagranicznego[2]
- 1949–1952: prof. Mirosław Orłowski(inne języki)
- 1952–1954: prof. Stanisław Szczypiorski(inne języki)
- 1954–1958: prof. Kazimierz Libera(inne języki)
- 1958–1962: prof. Stanisław Szczypiorski
- 1962–1966: prof. Józef Sołdaczuk(inne języki)
- 1966–1968: prof. Paweł Sulmicki
- 1968–1971: prof. Dymitr Sokołow(inne języki)
- 1971–1972: prof. Klemens Białecki
- 1972–1978: prof. Paweł Sulmicki
- 1978–1984: prof. Zygmunt Kossut(inne języki)
- 1984–1987: prof. Stanisław Ładyka
- 1987–1990: prof. Paweł Bożyk
- 1990–1993: prof. Eufemia Teichmann

### Dziekani Kolegium Gospodarki Światowej[3]
- 1993–1996: prof. Eufemia Teichmann
- 1996–2002: prof. Adam Budnikowski
- 2002–2008: prof. Stanisław Wodejko(inne języki)
- 2008–2012: prof. Jolanta Mazur
- 2012–2016: prof. Adam Budnikowski
- 2016-2020: prof. Marzenna Weresa(inne języki)
- od 2020: prof. dr hab. Mariusz Próchniak(inne języki)

## Czasopisma
Punktowane czasopisma wydawane przez Kolegium Gospodarki Światowej
- International Journal of Management and Economics(inne języki) (dawne Zeszyty Naukowe Kolegium Gospodarki Światowej)
- Kobieta i Biznes